# This Christmas Time
This Christmas Time è il quarto album in studio (il primo natalizio) del gruppo di musica country statunitense Lonestar, pubblicato nel 2000.

## Tracce
1. Santa Claus Is Comin' to Town — 4:11
2. Please Come Home for Christmas — 2:48
3. Have Yourself a Merry Little Christmas — 4:22
4. If Every Day Could Be Christmas — 4:34
5. The Little Drummer Boy — 4:38
6. O Holy Night — 4:52
7. Reason for the Season — 4:01
8. What Child Is This? — 3:14
9. Winter Wonderland — 3:18
10. The Christmas Song (Chestnuts Roasting on an Open Fire) — 4:07
11. This Christmas Time  — 3:51